# Municipio de Gold Hill (Illinois)
El municipio de Gold Hill (en inglés: Gold Hill Township) es un municipio ubicado en el condado de Gallatin en el estado estadounidense de Illinois. En el año 2010 tenía una población de 1708 habitantes y una densidad poblacional de 18,7 personas por km².

## Geografía
El municipio de Gold Hill se encuentra ubicado en las coordenadas 37°44′4″N 88°11′53″O / 37.73444, -88.19806. Según la Oficina del Censo de los Estados Unidos, el municipio tiene una superficie total de 91.34 km², de la cual 90,47 km² corresponden a tierra firme y (0,95 %) 0,87 km² es agua.

## Demografía
Según el censo de 2010, había 1708 personas residiendo en el municipio de Gold Hill. La densidad de población era de 18,7 hab./km². De los 1708 habitantes, el municipio de Gold Hill estaba compuesto por el 97,13 % blancos, el 0,18 % eran afroamericanos, el 0,23 % eran amerindios, el 0,06 % eran asiáticos, el 0,29 % eran de otras razas y el 2,11 % eran de una mezcla de razas. Del total de la población el 2,05 % eran hispanos o latinos de cualquier raza.